# Comuna Zahattea, Irșava
Zahattea (în ucraineană Загаття) este o comună în raionul Irșava, regiunea Transcarpatia, Ucraina, formată din satele Dubî, Ivașkovîțea, Klîmovîțea, Kobalevîțea și Zahattea (reședința).

## Demografie
Componența lingvistică a comunei Zahattea
     Ucraineană (99,1%)
     Alte limbi (0,85%)
Conform recensământului din 2001, majoritatea populației comunei Zahattea era vorbitoare de ucraineană (99,1%), existând în minoritate și vorbitori de alte limbi.